# Мойва
Мойвите (Mallotus villosus) са вид актиноптери от семейство Osmeridae.
Таксонът е описан за пръв път от Ото Фридрих Мюлер през 1776 година.

## Подвидове
- Mallotus villosus catervarius
- Mallotus villosus socialis